# Jason Lindner

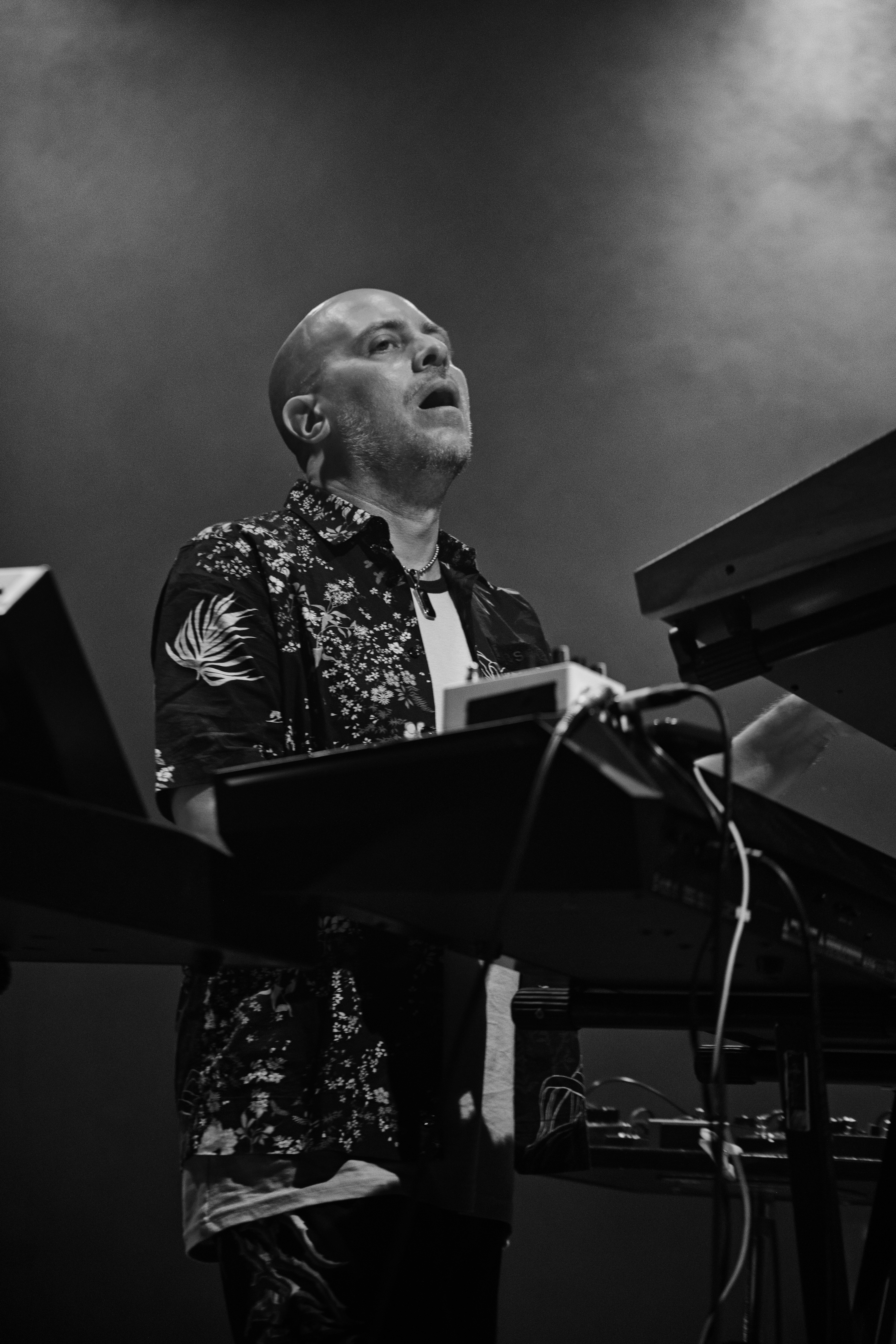
Jason Lindner auf dem INNtöne Jazzfestival 2024

Jason Lindner (* 1. Februar 1973 in Brooklyn, New York City) ist ein US-amerikanischer Fusion- und Jazzmusiker (Piano, Keyboard, Arrangement, Komposition) und Orchesterleiter.

## Leben und Wirken
Lindner, der bereits mit drei Jahren nach dem Gehör auf dem Klavier spielen konnte, hatte ab dem siebten Lebensjahr Klavierunterricht. Nach dem Besuch der Highschool studierte er 1991 am Mannes College The New School for Music, um dann Unterricht bei Barry Harris zu nehmen. Er spielte zunächst mit Junior Cook und Dennis Charles. Er war Mitglied der Band von Meshell Ndegeocello und als musikalischer Leiter, Arrangeur und Pianist für Claudia Acuña tätig, so auch bei deren Debütalbum Wind from the South. 2000 erschien sein Plattendebüt Premonition, bei dem u. a. Avishai Cohen, Jeff Ballard und Charles Owens mitwirkten. Neben weiteren Bandprojekten leitet er seit 1995 eine Big Band, mit der er regelmäßig im New Yorker Jazzclub Smalls auftritt, neue Werke einstudiert und 2005 das Album Live at the Jazz Gallery vorlegte. Mit seinem Trio Now vs. Now legte er drei Alben vor. 2015 war er an David Bowies letztem Album Blackstar beteiligt; dann tourte er mit Donny McCaslin (Beyond Now, Blow).

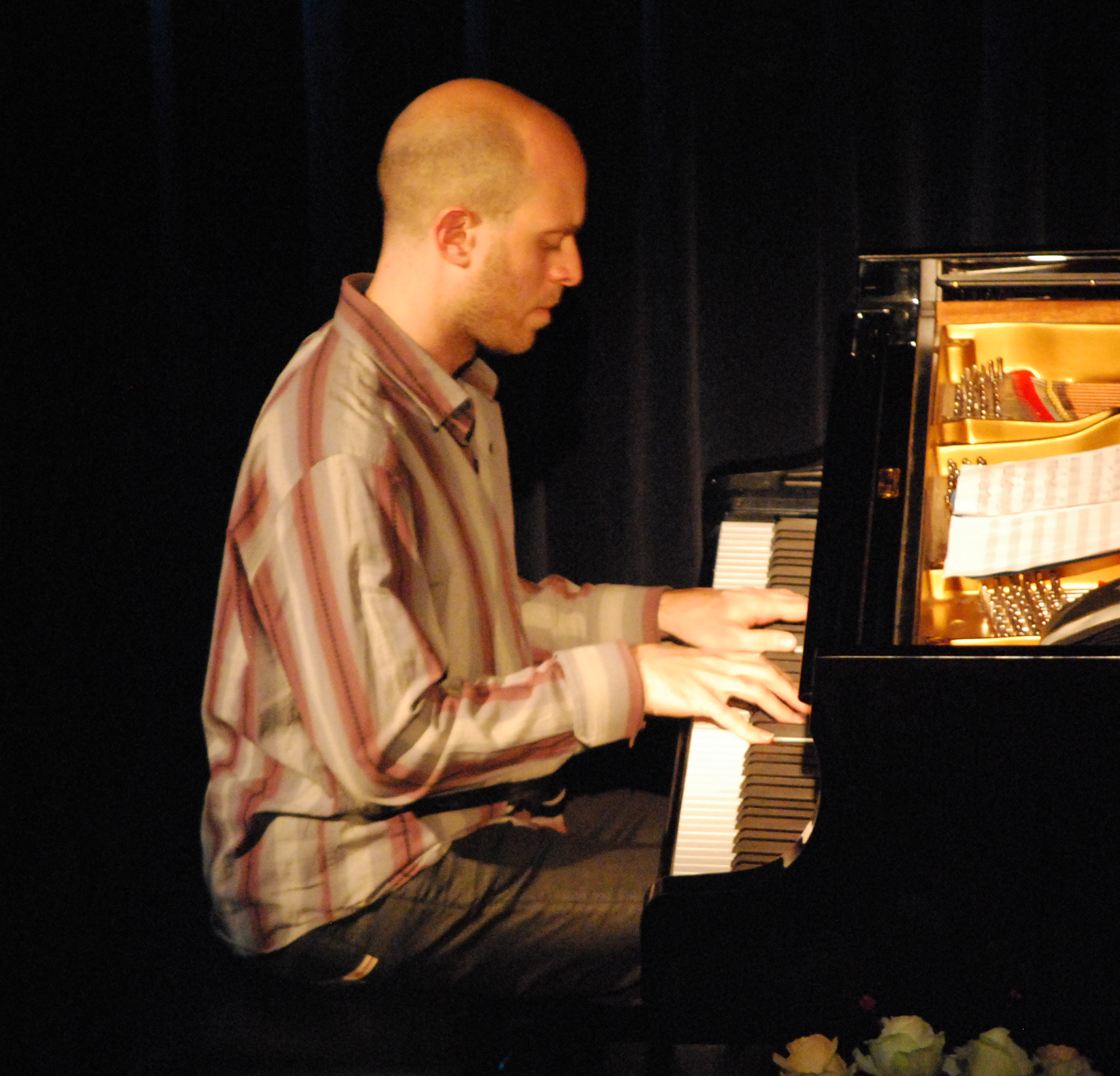
Jason Lindner im Treibhaus Innsbruck 2009

Michael G. Nastos vergleicht seine Bigband-Arbeit mit der von Maria Schneider, Toshiko Akiyoshi und Carla Bley. 2015 gewann seine Big Band in den Kritiker-Polls des Down Beat in der Kategorie „Rising Star“. Arturo O’Farrill holte ihn 2013 für die Aufnahme seines Titels „They Came“ mit dem Afro-Latin Jazz Orchestra auf dem mit einem Grammy ausgezeichneten Album The Offense of the Drum (2014). Er leitete 2019 die hr-Bigband für ein Konzert, für das er die Musik von Donny McCaslin arrangierte.

## Diskographische Hinweise
- Premonition (Stretch Records 2000)
- Live: UK (Sunnyside 2001, mit Jimmy Greene, Omer Avital und Marlon Browden)
- Jason Lindner, Giulia Valle, Marc Ayza: 1, 2, 3, etc. (Fresh Sound Records 2001)
- Live at the Jazz Gallery (Anzic Records, 2005 mit Miguel Zenón)
- AB Aeterno (Fresh Sound 2006, mit Omer Avital und Luisito Quintero)
- Now vs. Now (Anzic Records 2009, mit Panagiotis Andreou, Mark Guiliana sowie Kurt Rosenwinkel, Anat Cohen)
- Now vs. Now: The Buffering Cocoon (Jazzland, 2018; mit Panagiotis Andreou, Justin Tyson)[4]

## Lexikalischer Eintrag
- Ian Carr, Digby Fairweather, Brian Priestley: Jazz Rough Guide. London 2004.